# 7077 Shermanschultz
7077 Shermanschultz este un asteroid din centura principală de asteroizi.

## Descriere
7077 Shermanschultz este un asteroid din centura principală de asteroizi. A fost descoperit pe 15 noiembrie 1982 la Stația Anderson Mesa de Edward L. G. Bowell. Asteroidul prezintă o orbită caracterizată de o semiaxă mare de 3,20 ua, o excentricitate de 0,17 și o înclinație de 1,8° în raport cu ecliptica.